# 伴女星
伴女星（小行星序號：104 Klymene）是J·C·沃森於1868年9月13日發現的一顆巨大、黑暗的司理星族小行星；以希臘神話中眾多克里梦妮之一的名字命名。它圍繞著太陽運行，週期為5.60年，離心率為0.16，軌道平面與黃道平面傾斜2.8°。它被歸類為C-型小行星，表明它可能具有碳質成分。光譜表明表面存在含水蝕變礦物，基於波長為3μm的尖銳特徵，截至2015年，它是司理星族中唯一一個顯現出這種吸收的成員。
根據凱克天文台使用自适应光学進行的量測，該物體可能具有長163±3公里、寬103±5公里的雙葉形狀，平均尺寸為133公里。這顆小行星位於司理星族區域附近，但使用HCM分析，它本身被認為是背景小行星。它被列為犬後星群的一員，與木星的軌道接近2:1平均運動共振。
在2009年至2023年間，伴女星被觀測到曾有6次遮蔽恆星。

## 外部連結
- 伴女星 at AstDyS-2, Asteroids—Dynamic Site
  - Ephemeris · Observation prediction · Orbital info · Proper elements · Observational info
- NASA JPL小天體瀏覽器上的伴女星

 维基共享资源上的相關多媒體資源：伴女星